# Survivre (film, 2024)
Pour les articles homonymes, voir Survivre.
Pour plus de détails, voir Fiche technique et Distribution.
Survivre est un film français réalisé par Frédéric Jardin, sorti en 2024,.

## Synopsis
Julia, médecin et Tom, océanographe, partent en croisière avec leurs enfants au large des Caraïbes. Ils sont victimes d'une tempête qui fait échouer le bateau dans un désert où la mer s'est retirée. Les pôles magnétiques se sont inversés et la famille doit lutter pour sa survie.

## Fiche technique
- Réalisation : Frédéric Jardin
- Scénario : Alexandre Coquelle, Mathieu Oullion
- Musique : Nicolas Errera
- Décors : Pierre Quefféléan
- Costumes : Elisabeth Bornuat
- Photographie : Pierre Aïm
- Son : Thomas Lascar, David Vranken, Mathieu Cox
- Montage : Reynald Bertrand, Camille Toubkis
- Production : Jean-Yves Robin, Marc-Etienne Schwartz, Marc Stanimirovic
- Sociétés de distribution : KMBO
- Budget : 5 millions d'euros[3]
- Pays de production :  France
- Langue originale : français, anglais
- Genre : aventure, drame
- Durée : 90 minutes
- Dates de sortie :
  - France : 19 juin 2024
  - Belgique : 3 juillet 2024
- Classification : 
  - France : interdit aux moins de 12 ans

## Distribution
- Émilie Dequenne : Julia
- Andreas Pietschmann : Tom
- Lisa Delamar : Cassie
- Lucas Ebel : Ben
- Arben Bajraktaraj : L'homme au harpon
- Olivier Ho Hio Hen : Nao
- Simon Rérolle : Adam

## Production

### Genèse et développement
Le projet naît de la rencontre du réalisateur Frédéric Jardin avec les producteurs Marc-Étienne Schwartz et Marco Stanimirovic. Ils lui proposent le scénario de Survivre écrit par Matthieu Le Naour et Alexandre Coquelle. Frédéric Jardin retravaille le script en ancrant notamment les personnages dans la réalité.

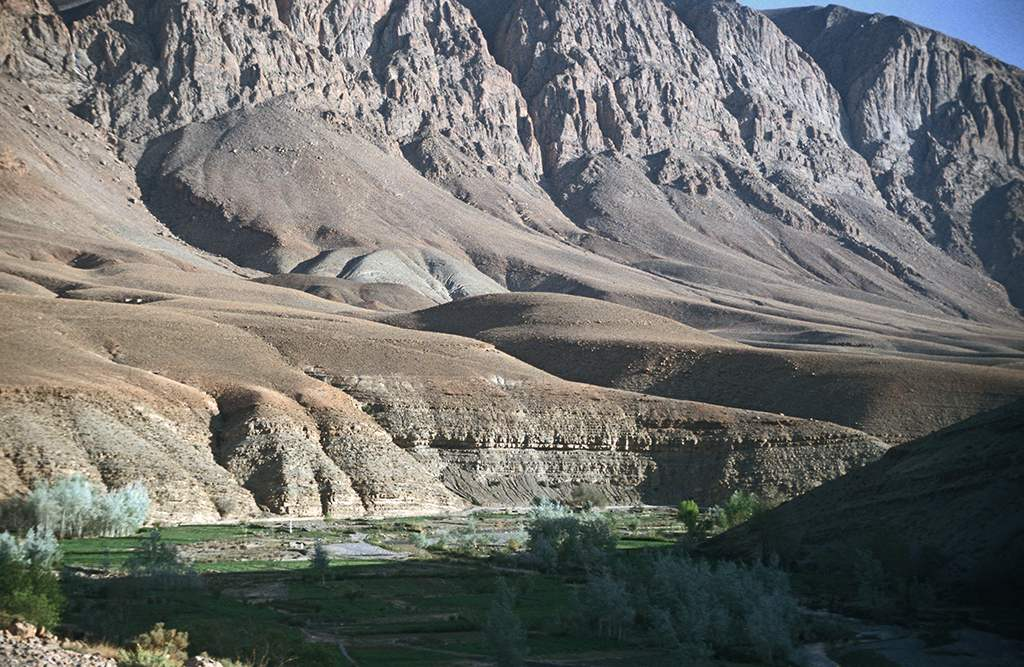
Gorges du Dadès

### Attribution des rôles
Frédéric Jardin souhaite tourner avec Émilie Dequenne depuis plusieurs années. « [...] c’est une actrice totalement vraie, authentique, qui donne tout, qui peut aller dans des zones extrêmes mais qui permet en même temps de s’identifier à elle facilement. ». Toutefois l'actrice hésite même si elle apprécie le film de genre depuis son adolescence. Elle pense tout d'abord ne pas correspondre physiquement au personnage puis est touchée par ce rôle de mère prête à tout pour sauver ses enfants.
L'actrice suit une préparation physique avec un coach et en piscine.

### Tournage
Le film est tourné en à peine 20 jours avec un budget de 5 millions d'euros dans les Gorges du Dadès à Boumalne-Dadès au Maroc. Les scènes en mer sont également filmées en décors naturels au large du Maroc,. Le tournage a lieu d'octobre à novembre 2022,.

### Promotion
En août 2023, Émilie Dequenne déclare être atteinte d'un cancer rare, le  corticosurrénalome. Sa rémission en avril 2024 lui permet de faire la promotion du film.

## Clins d’œil
- Le bateau au début du film (04:58) se nomme Orca, comme le bateau de Quint dans le film Les dents de la mer[réf. nécessaire].